# Ковалевич, Эдуард Викентьевич
Эдуард Викентьевич Ковалевич (26 августа 1936 - 06 ноября 2020) — белорусский математик — программист. Специалист в области систем программного обеспечения ЭВМ и организации его разработки. В 1959 году окончил Механико-математический факультет БГУ. Удостоен премии Ленинского Комсомола (Ковалевич Э. В.,Неменман М. Е., премия в составе авторского коллектива присуждена в 1970 г. за создание ЭВМ серии «Минск») и Государственной премии СССР, награждён орденом «Знак Почета». Автор более 40 научных трудов, в том числе нескольких книг по ПО ЭВМ

## Научная деятельность
В 1959 году закончил Белорусский государственный университет по специальности “математика”. С 1959 года работал в Институте математики и вычислительной техники АН Беларуси.
С 1961 года перешел в НИИ ЭВМ (1972 - 2005 начальник отделения).
Эдуард Викентьевич непосредственно участвовал в разработке программного обеспечения машин типа “Минск” (библиотеки стандартных программ “Минск-1” и “Минск-2/22”, системы символического кодирования для “Минск-23” и “Минск-2/22”). Под его руководством созданы Дисковая операционная система[прояснить] для ЕС ЭВМ и ее модификации, система разделения времени, система виртуальных машин для ЕС и ряда возимых ЭВМ. С 1991 г. он — член-корреспондент Белорусской инженерной технологической академии.Приказом Государственного комитета Республики Беларусь по промышленности и межотраслевым производствам от 29 сентября 1993 г. №220 "Об экспертном совете Госкомпрома Республики Беларусь" Ковалевич вошел в СОСТАВ (программное обеспечение)экспертного совета при Госкомпроме по оценке научно-технического уровня проектов по основным направлениям НИОКР
Скончался 06.11.2020 г. в г. Минск.

## Научные работы
Написал научные работы по программному обеспечению ЭВМ типа "Минск", Единой системы, персональных компьютеров.

## Награды
- Премия Ленинского комсомола (1970)
- Государственная премия СССР (1978)
- Орден «Знак Почёта» (1988)